# Communauté de communes des Coteaux de Gimone
La communauté de communes des Coteaux de Gimone est une ancienne communauté de communes française, située dans le département du Gers.
Elle correspond à la partie sud-est de l'Astarac, à savoir le cours de la Gimone au sud du Gimois.

## Historique
Le 28 juin 2012, la commune de Gaujan rejoint la communauté de communes.
L'intercommunalité fusionne, au 1er janvier 2014, avec celle de l'Arrats-Gimone, pour former la communauté de communes des Coteaux Arrats Gimone.

## Composition
Elle est composée des communes suivantes :
1. Betcave-Aguin
2. Gaujan
3. Lartigue
4. Saint-Élix
5. Saramon
6. Sémézies-Cachan
7. Simorre
8. Villefranche

## Sources
- Le SPLAF (Site sur la Population et les Limites Administratives de la France)
- La base ASPIC